# Стаис, Валериос
Вале́риос Ста́ис (греч. Βαλέριος Στάης, 1857—1923) — греческий археолог, который известен открытием антикитерского механизма.
Стаис родился на острове Китира в 1857 году. Учился на медицинском факультете в Афинах, а затем на археологическом в Германии. Поступил на археологическую службу, сначала как смотритель раскопок иностранных археологических школ-миссий.
Вскоре возглавил раскопки на площадках областей Арголида и Коринф. Затем стал смотрителем коллекции Афинского национального археологического музея, а позже, в 1887 году, его директором. На посту директора музея он остался до самой своей смерти. 
Стаис возглавил раскопки на площадках Эпидавр, областях Арголида, Фессалия, о-ве Антикитера и др. На острове Антикитера, во время первых в мире подводных раскопок 1900—1902 годов, Стаис сумел оценить значение первоначально считавшейся незначительной находки, которая в дальнейшем получила название «антикитерский механизм».
Он опубликовал ряд работ в археологических изданиях, в основном в Археологической газете (Αρχαιολογική Εφημερίς) и много книг. В археологических кругах известен и признан как человек, нашедший Антикитерский механизм.
Умер в Афинах в 1923 году.